# محبوب‌آباد (مرند)
محبوب‌آباد یک روستا در ایران است که در دهستان میشاب شمالی واقع شده‌است. محبوب‌آباد ۱٬۲۶۶ نفر جمعیت دارد.